# Amphiglena lindae
Amphiglena lindae är en ringmaskart som beskrevs av Rouse och Gambi 1997. Amphiglena lindae ingår i släktet Amphiglena och familjen Sabellidae. Inga underarter finns listade i Catalogue of Life.